# Ixtapaluca
Ixtapaluca ist eine von vielen Satellitenstädten von Mexiko-Stadt. Seit 1820 ist sie Hauptort des gleichnamigen Municipios im Bundesstaat México.

## Lage + Einwohner
Die ca. 270.000 Einwohner zählende Stadt Ixtapaluca liegt an den sanften Hängen des Cerro de Montezuma etwa 32 km in südöstlicher Richtung von der Hauptstadt Mexikos entfernt in einer Höhe von etwa 2260 m ü. d. M. Die Stadt liegt an der CF150 nach Puebla.

## Geschichte
Wie die Ruinen von Acozac beweisen, war das Gebiet um Ixtapaluca bereits vor der Ankunft der Spanier unter Hernán Cortés besiedelt. Im Jahr 1531 wurde die Pfarrei von Ixtapaluca gegründet und wenige Jahre später (1543) in die Hände von Juan de Cuéllar gegeben, der – nach alter indianischer Sitte – alle 80 Tage von den Bewohnern Tribute in Form von Naturalien verlangte. Seit der Mitte des 16. Jahrhunderts oblag die Missionierung der indianischen Bevölkerung den Orden der Franziskaner und Dominikaner.
Im Jahr 1820 wurde Ixtapaluca die Hauptstadt des neugegründeten Municipios. Mit dem explosionsartigen Wachstum von Mexiko-Stadt in der 2. Hälfte des 20. Jahrhunderts entwickelte sich Ixtapaluca – zusammen mit den Nachbarstädten Chalco und Neza – zu einer riesigen Satellitenstadt bzw. zu einem Slumgebiet.

## Sehenswürdigkeiten
Die aus aztekischer Zeit (ca. 1430–1521) stammenden Ruinen von Acozac liegen im Norden der Stadt. Auf dem Weg dahin kommt man am Vogelpark El Nido vorbei.

## Persönlichkeiten
- Agustín Caballero (1815–1886), Musikpädagoge